# Josep Torras i Trias
Josep Torras i Trías (Badalona, ca. 1920 – Barcelona, 1986) fou un empresari, alcalde de Badalona entre 1961 i 1964. També fou president del CF Badalona de 1967 a 1971.

## Biografia
Fill de Josep Torras Riera, militant de la Lliga Regionalista i empresari de la fusta, i de Paquita Trias Pujol, germana dels doctors Trias Pujol. Durant la guerra passà a la zona franquista i tornà a Badalona com a excombatent. El 1946 es titulà com a enginyer industrial a l'Escola Tècnica Superior d'Enginyeria Industrial de Barcelona. Concessionari local de la Ford i continuà amb l'empresa familiar.
L'any 1961 va ser nomenat alcalde de Badalona per fer de mitjancer entre faccions locals enfrontades, i tingué un mandat tempestuós, marcat pels enfrontaments amb l'Ajuntament de Barcelona, els constructors i el Governador Civil per les qüestions relacionades amb la recepció dels nouvinguts i el traçat de l'autopista. Quan el substituí en l'alcaldia el seu opositor Felipe Antoja Vigo, presidí el Consejo Provincial de Empresarios de Barcelona i ho va fer durant 11 anys, escollit en diverses ocasions per aclamació.
En dues ocasions va ser diputat provincial, de 1961 a 1964 representant la fracció municipal, i del 1971 al 1979 en nom dels Sindicats; durant aquest segon període, va ser diputat de Patrimoni, Personal i Hisenda, i formà part del primer equip d'en Josep Tarradellas que va posar les bases administratives per reconstituir la Generalitat. En paral·lel, l'any 1971 va ser candidat pel terç familiar, per la província de Barcelona, per les Corts espanyoles; va quedar en tercer lloc, aconseguint 226.000 vots. En aquestes eleccions la participació va ser del 45%. El seu programa tenia com a punts més importants: treballar per aconseguir unes pensions dignes, finançament per a les petites i mitjanes empreses, fer política d'habitatge social de veritat, donar més competències i recursos als municipis i diputacions i crear una administració regional.
Va rebutjar ser cap de llista pel PSC a les primeres eleccions municipals de la democràcia, i un cop va deixar el càrrec a la Diputació Provincial, 1979, es retira de l'activitat política.